# Рабочий и колхозница
«Рабо́чий и колхо́зница» — памятник монументального искусства, «идеал и символ советской эпохи», признанный «эталон социалистического реализма». Представляет собой скульптурную группу из двух фигур, мужской и женской, которые устремлены вперёд и поднимают над своими головами серп и молот. Концепция и композиционный замысел принадлежат архитектору Борису Иофану, автор пластического воплощения — Вера Мухина. Монумент предназначался для павильона СССР на международной выставке в Париже в 1937 году, его спроектировали и собрали в Москве, затем разделили на 65 частей и перевезли во Францию, где провели монтаж вторично. Скульптура была выполнена из нержавеющей хромоникелевой стали, облицовка из листов 0,5 мм толщиной крепилась на внутренний каркас, совокупная масса монумента превышала 63 тонны.
После окончания выставки скульптуру перевезли в Москву и установили на десятиметровый постамент у Северного входа на Всесоюзную сельскохозяйственную выставку. В Париже скульптура стояла на павильоне 34-метровой высоты. Из-за неаккуратного демонтажа и перевозки каркас и облицовку пришлось значительно изменить, отступив от оригинального проекта. В период с 1938 по 2003 год скульптуру практически не реставрировали, от коррозии и воздействия внешней среды она значительно обветшала.
В 2003—2009 годах выполнили реставрацию скульптуры, установили её на павильон, повторяющий оригинальный проект Иофана для парижской выставки. В цокольной части открыт Музей Веры Мухиной. После реставрации высота скульптуры составила 24,5 м, высота павильона-постамента — 34,5 м, общий вес каркаса вырос больше чем в два раза и составил 185 тонн.

## История

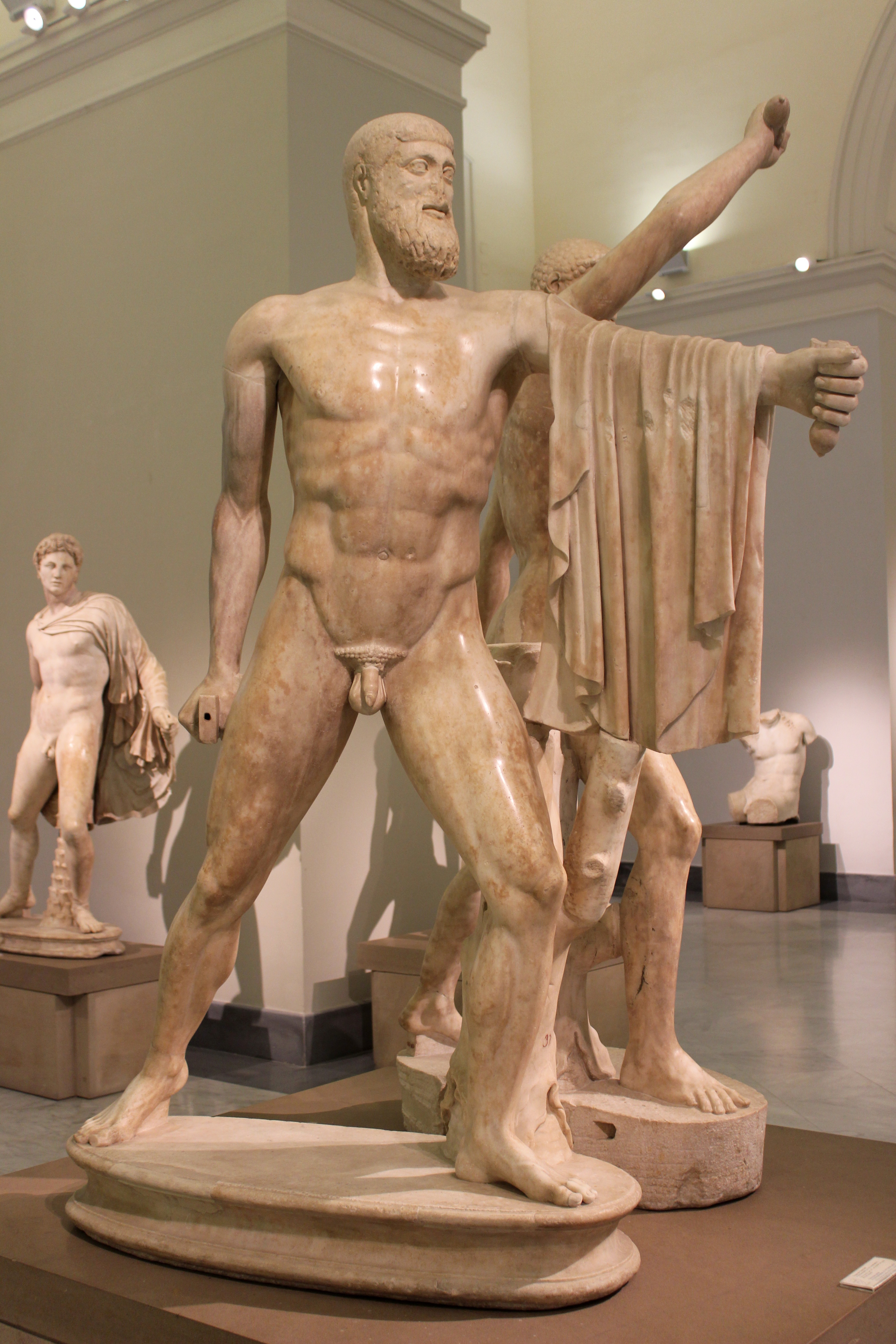
Античная скульптура «Тираноборцы», основной прототип «Рабочего и колхозницы»

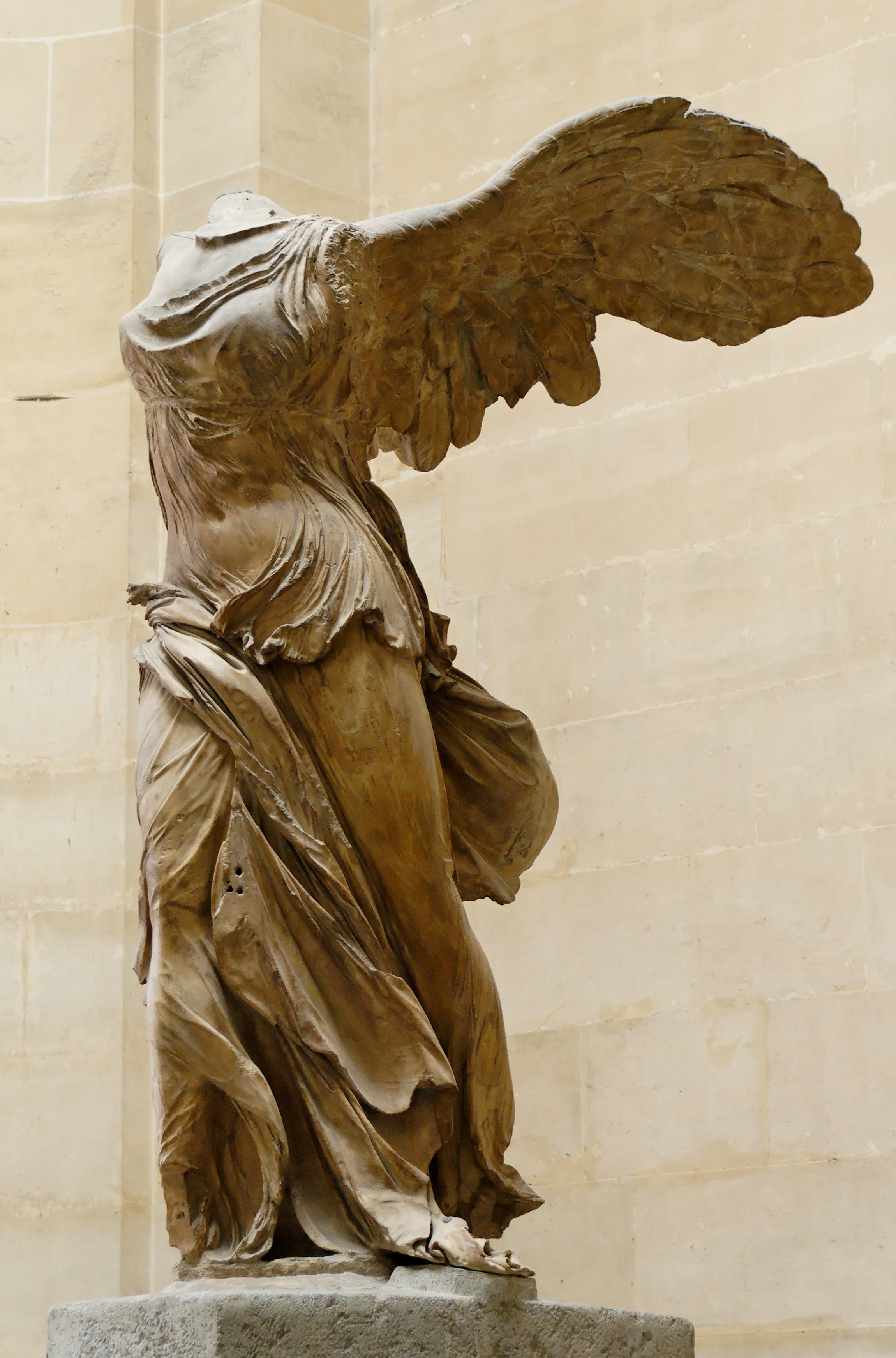
Древнегреческая статуя «Ника Самофракийская», пластическое решение которой использовалось при работе над «Рабочим и колхозницей»

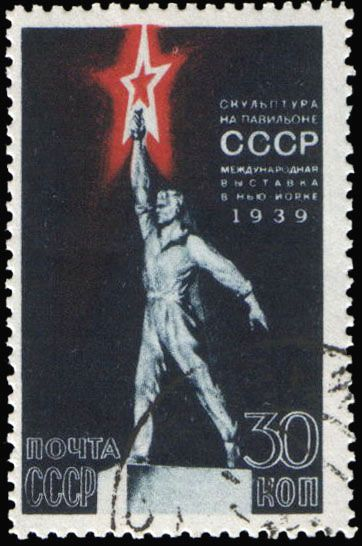
Марка со скульптурой Вячеслава Андреева «Рабочий со звездой» для павильона СССР на международной выставке в Нью Йорке в 1939 году

### Разработка проекта
Скульптурная композиция предназначалась для украшения павильона СССР на Всемирной выставке в 1937 году в Париже. Проект для него был выбран по итогам всесоюзного архитектурного конкурса, в финал которого прошли следующие шесть групп претендентов:
- Константин Мельников;
- Алексей Щусев;
- Виктор Щуко и Владимир Гельфрейх при участии Александра Великанова и Юрия Щуко;
- Моисей Гинзбург при участии Соломона Лисогора и другие;
- Борис Иофан при участии М. В. Адрианова, А. И. Барановского, С. А. Гельфельда, Ю. П. Зинкевича, Д. М. Иофана, Я. Ф. Попова и В. Б. Поляцкого;
- Каро Алабян и Дмитрий Чечулин[12].

Павильоны в проектах Щусева и Алабяна — Чечулина комиссия признала недостаточно основательными, Гинзбурга и Мельникова — чрезмерно оригинальными. Варианты Щуко — Гельфрейха и Бориса Иофана являлись наиболее функциональными и идеологически верными. В конечном итоге победил проект Иофана, который был решён максимально лаконично, без избыточной декоративности и «налёта рекламы», отличавшей многие павильоны западных стран. Центральным стилевым элементом и динамическим продолжением композиции советского павильона должна была стать скульптура:
...Очень скоро родился образ <...> юноша и девушка, олицетворяющие собой хозяев советской земли — рабочий класс и колхозное крестьянство. Они высоко вздымают эмблему Страны Советов — серп и молот».Борис Иофан
Павильон должен был достичь 34,5 м в высоту, а вместе со статуей — 60 м.
Учёный секретарь Иофана Исаак Юльевич Эйгель, проработавший с архитектором свыше сорока лет, писал в своих мемуарах, что прообразом «Рабочего и колхозницы» послужила античная статуя «Тираноборцы». Древнегреческие скульпторы Критий и Несиот изваяли Гармодия и Аристогитона, стоящих рядом с мечами в поднятых к небу руках. По словам Иофана, «победа в Октябре 1917 года — это победа союза рабочих и крестьян. Поэтому будущая композиция сразу же представлялась как двухфигурная». Вторым прообразом стала «Ника Самофракийская», архитектор назвал её воплощением «триумфа семнадцатого года, крылатой победы, которую должен был отразить советский павильон в Париже».
На проект пластического решения скульптуры «Рабочий и колхозница» был проведён второй конкурс, в котором приняли участие пять скульпторов: Вячеслав Андреев, Борис Королёв, Матвей Манизер, Вера Мухина и Иван Шадр. Комиссия под председательством Вячеслава Молотова долго изучала вариант Мухиной, нарком сам отметил и велел убрать неэстетичные «мешки» под глазами колхозницы и обратил внимание на то, что рабочий держал молот в левой руке. Комиссия потребовала внести некоторые изменения в проект: главным требованием было «одеть» фигуры, поскольку изначально юноша и девушка были обнажёнными, в подражание древнегреческому прообразу. Их тела драпировали складки декоративного шарфа, который одновременно был связующим звеном всей композиции и соединял скульптуру с павильоном. По воспоминаниям Константина Рождественского, одного из создателей советского павильона для парижской выставки, был записан диалог наркома и скульптора:

— Зачем этот шарф? Это же не танцовщица, не конькобежец!

…Мухина спокойно ответила:

 — Это нужно для равновесия.

Она, конечно, имела в виду пластическое, образное равновесие и столь необходимую ей горизонталь. Но председатель, не сильно искушённый в искусстве, понял её «равновесие» в чисто физическом смысле и сказал:
— Ну, если это технически нужно, тогда другой вопрос…
11 ноября 1936 года отредактированный проект Мухиной был окончательно утверждён к исполнению.

### Символизм и художественная ценность
В историю искусства XX века монумент «Рабочий и колхозница» вошёл как «один из трёх советских колоссов», наряду со скульптурами «Родина-мать» и «Воин-освободитель», наиболее точно отразивших дух своего времени. Сама Мухина описывала характер своей скульптуры как «безостановочный порыв». Воспевая труд и способность на подвиг ради общей цели, скульптор неоднократно подчёркивала отличие своего видения на «Рабочего и колхозницу» от взгляда Иофана:
...Получив... проект павильона, я сразу почувствовала, что группа должна выражать прежде всего не торжественный характер фигур, а динамику нашей эпохи, тот творческий порыв, который я вижу повсюду в нашей стране и который мне так дорог. <...> [мы] должны передать идеалы нашего мировоззрения, образ человека свободной мысли и свободного труда; мы должны передать весь романтизм и творческое горение наших дней.Вера Мухина, «Архитектурная газета», № 12, 1938
По мнению ведущего искусствоведа газеты «Коммерсант» Валентина Дьяконова,
«Рабочий и колхозница» — это продолжение изобразительной традиции, связанной с культом демократической государственности, который возник в формах неоклассики во Франции после революции (в «Клятве Горациев» Жак Луи Давид повторяет позы тех же «Тираноборцев»). Пожалуй, самое яркое выражение этого культа — статуя Свободы на океанских воротах в США, сделанная опять же французом Огюстом Бартольди. Вера Мухина, в свою очередь, училась у Антуана Бурделя, ассистента Родена, автора многочисленных аллегорических монументов во славу республики.
Раскрытая широкая ладонь мужской руки символизировала власть рабочего народа над государством и рождала ассоциации с памятниками Петру I и Минину и Пожарскому, где также символический жест «указывал на судьбы России». Женская фигура воплотила в себе собирательный образ 1930-х годов: у неё короткая стрижка, атлетическая фигура, голова не покрыта косынкой. Одежда — не рабочая, а городской сарафан, подобный тому, который носила сама Мухина. Она отражала феминизм визуальной пропаганды периода коллективизации — колхозница должна была ассоциироваться с могучим, плодородным началом. При этом моделью для скульптуры послужила 18-летняя Анна Ивановна Богоявленская, которую Николай Андреев и Вера Мухина случайно встретили на прогулке в парке. Девушка на тот момент работала телефонисткой в НКВД и выглядела как воплощённая «спортсменка, комсомолка, красавица». Для мужской фигуры позировали двое: тело лепили с бывшего танцора балета Игоря Басенко, а модель для лица Мухина выбрала на физкультурном параде — ею стал строитель Сергей Каснер.
Нестандартным решением было сделать рты фигур приоткрытыми — так скульптор добавила ещё больше динамики, словно герои поют или кричат. Шарф, движения рук, складки одежды давали горизонталь, которая уравновешивала стремящуюся вверх композицию павильона и делала её более гармоничной.
Скульптура также стала отражением успехов промышленности и технического прогресса начала XX века. Атрибуты в руках героев скульптуры — серп и молот — в 1937 году ещё трактовались в первую очередь как эмблемы мирного, свободного труда. При этом Мухина подчёркивала, что ставила целью не акцентировать внимание на предметах в руках фигур, а выразить идею и настроение композиции через пластику.

### Изготовление и монтаж
Основной каркас монумента был изготовлен на заводе «Стальмост», а детали внешней оболочки — на опытном заводе Центрального научно-исследовательского института машиностроения и металлообработки под руководством профессора Петра Николаевича Львова. Именно он предложил использовать для скульптуры нержавеющую хромоникелевую сталь, хотя Мухина и остальные члены коллектива изначально отнеслись к этому материалу с недоверием. Решающим аргументом в пользу стали стала её способность отражать свет лучше, чем бронза и медь, а монумент «должен был сиять так, чтобы затмить орла на павильоне Германии и Эйфелеву башню». Львову принадлежала авторская разработка контактной точечной сварки, которую с 1930-х годов успешно применяли при обшивке самолётов. Эту технологию, а не распространённую тогда методику соединения заклёпками, решено было применить и для сборки «Рабочего и колхозницы».
К началу работ в распоряжении сотрудников было четыре гипсовые модели, самая высокая из которых — 95 см. На монтаже было занято 160 человек, сборка велась во дворе завода в три смены, для работ понадобился подъёмный кран высотой 35 м и со стрелой в 15 м. Шаблоны для деталей обшивки выполнялись из дерева, плотники работали с досками в 15 см толщиной. Отлитые по форме детали рабочие «выколачивали» изнутри самого монумента. Участники проекта вспоминали:
Особенно трудной была работа в феврале, когда в мороз можно было спастись от ветра только внутри каркаса, «под юбкой Колхозницы». Грелись же во времянке у костра, разведённого во врытом в землю котле. Листы оболочки сваривали вручную…
Иная техника потребовалась для работы с руками и головами скульптуры — выколотить их по деревянным шаблонам, как это делалось с остальными деталями, не получалось. Поэтому было найдено иное решение — испорченные деревянные заготовки для голов наполнили глиной, после чего верхний слой сняли и полученные «болванки» пролепили сталью. Сложности возникли и с изготовлением шарфа — тридцатиметровое развевающееся «полотнище» весило около пяти тонн и должно было надёжно удерживаться в горизонтальном положении без внешней опоры. В период работы над этой деталью директор завода С. П. Тамбовцев составил донос на Мухину, обвиняя её в срыве сроков бесконечными поправками и том, что придуманный ею шарф может сломать скульптуру при сильных порывах ветра. Тамбовцев даже написал, что в отдельных ракурсах каркаса можно увидеть профиль «врага народа» Льва Троцкого. Донос не был принят во внимание, а инженеры Б. А. Дзержкович и А. А. Прихожан успешно спроектировали ферму для шарфа, которая позволила ему свободно «парить» за спинами рабочего и колхозницы.
Созданная в этот период скульптура опиралась на каркас весом 63 тонны. Совокупная масса внешних оболочек составила всего 12 тонн — для фигур использовали тонкие листы стали в 0,5 мм. Работы длились три с половиной месяца. После окончания сборки завод посетила правительственная комиссия во главе с наркомом обороны Климентом Ворошиловым, вечером того же дня готовый монумент осмотрел руководитель СССР Иосиф Сталин. Сразу после этого начался демонтаж для перевозки скульптуры в Париж.

### Парижская выставка

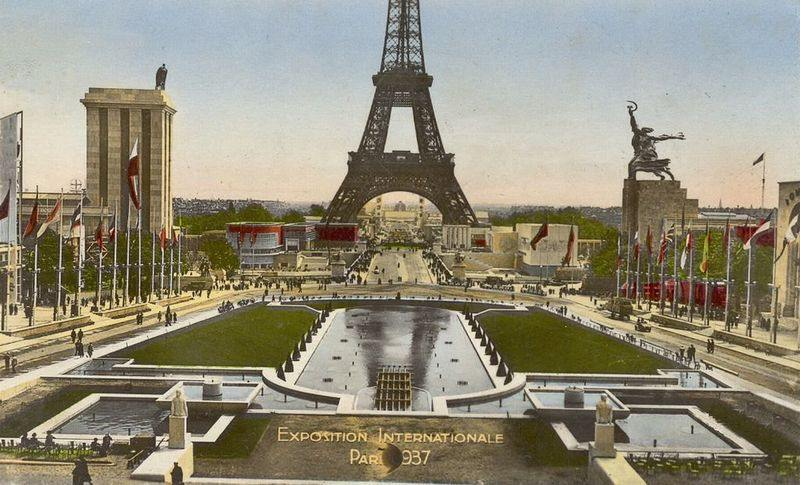
Панорама международной выставки 1937 года в Париже, в правой части — павильон СССР с «Рабочим и колхозницей», напротив — павильон Германии с орлом на крыше, по центру — Эйфелева башня

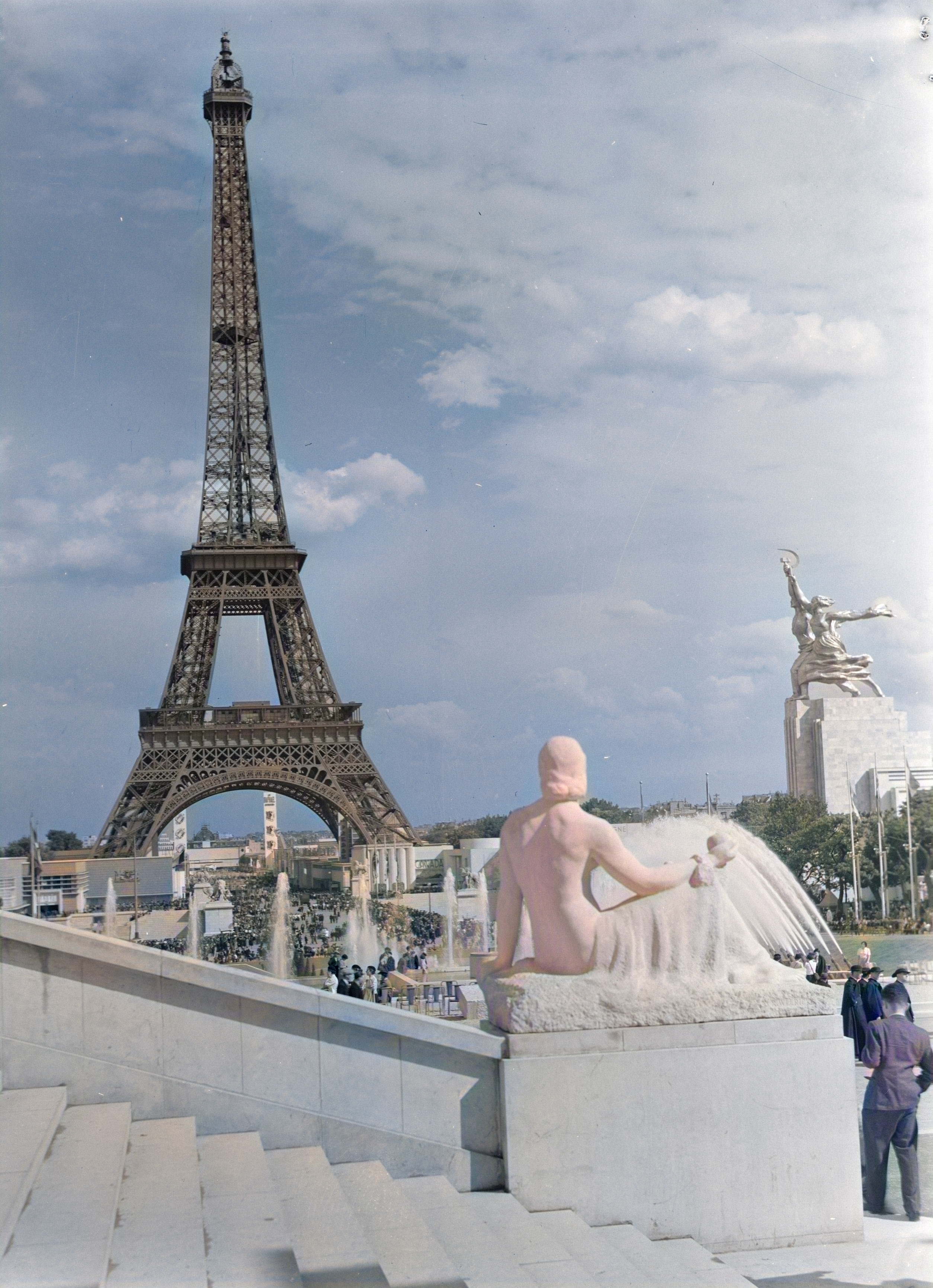
Эйфелева башня и советский павильон, 1937 год

Перед перевозкой монумента его очистили, продули песком, затем разделили на 65 частей и упаковали в обитые войлоком ящики. На транспортировку всех деталей и оборудование понадобилось 28 железнодорожных вагонов. Состав проехал всю Европу, по пути столкнувшись с немалыми трудностями — например, в Польше главному инженеру В. Л. Рафаэлю пришлось автогеном срезать фрагменты деталей, чтобы вагоны могли пройти в тоннель.
В Париже поезд с деталями скульптуры встречал лично Борис Иофан. Работы по монтажу были завершены в рекордно короткий срок — павильон длиной в 165 метров был построен за 11 дней при расчётных 24. По мнению исследователей, такая скорость не в последнюю очередь объяснялась его временным характером. В качестве облицовочного материала был выбран газганский мрамор, который не устойчив к морозу и воздействиям внешней среды, зато имеет сравнительно невысокую цену. Иофан же планировал на фасаде павильона «взрыв цвета» в виде градиента от тёмно-коричневого до песочного, а в качестве материала отделки хотел использовать долговечный гранит. Скульптуру наверху монтировали без допусков на ветровую нагрузку:
Пётр Николаевич Львов, конструктор. Он, конечно, гениальный был конструктор, но он авиационный... И он сделал это по образу и подобию самолетостроения. Вот, рука мужская — она была бескаркасная. <...> Как фюзеляж самолета. И она была скреплена как... скрепляют водопроводные трубы ...Фланец прикреплен к торсу мужскому и фланец прикреплен к руке. И вот это все было закреплено на нержавеющей оболочке.Вадим Церковников, глава проекта реставрации скульптуры «Рабочий и колхозница» в 2003—2009 годах
Для монтажа из Москвы был доставлен специальный мачтовый кран, основная стойка которого держалась при помощи растяжек из стальных тросов. За несколько дней до открытия выставки рабочие обнаружили, что одна из растяжек подпилена и «грозит рухнуть на статую и непоправимо испортить её». Трос удалось заменить и провести сборку без задержек, но из соображений безопасности каждую ночь у площадки стали выставлять дежурных.
Торжественное открытие выставки состоялось 25 мая 1937 года. Павильон СССР получил восторженные отзывы, а скульптура «Рабочий и колхозница» была признана символом триумфа советского искусства, французская пресса окрестила её «величайшим произведением XX века» и воплощением идеи «освобождённого труда». Поэт Луи Арагон и писатель Ромен Роллан, художники Франс Мазерель и Пабло Пикассо восхищались творением Мухиной и называли его «поразительным, современным творением, динамичным воплощением будущего». По всему миру были выпущены коллекционные серии почтовых марок, значков, открыток и плакатов с изображением монумента. Даже критики отмечали общую выразительность скульптуры, тогда как сама Мухина неоднократно высказывалась, что не была полностью довольна работой из-за очень сжатых сроков.
Комиссар выставки Иван Межлаук и практически все члены рабочей группы, отвечавшие за монтаж павильона и скульптуры, были впоследствии обвинены как враги советского строя и расстреляны.

### Возвращение в Москву

Скульптура на низком постаменте, 1950-е годы

Скульптура в 1983 году

После завершения выставки советское правительство получило предложение продать «Рабочего и колхозницу» Франции, был даже открыт сбор средств на выкуп скульптуры. Однако монумент решили вернуть в СССР. Мухину не пустили на демонтаж из-за того, что в Париже она отказалась жить вместе с правительственной делегацией, а остановилась в доме «невозвращенки» Александры Экстер. Направленная на проведение демонтажа бригада рабочих, не участвовавших в сборке и строительстве, не была знакома с её особенностями и сложным устройством. Исследователи характеризуют процесс как варварский: монумент разрезали автогеном на 44 части и погрузили на открытые платформы, из-за чего по прибытии в Москву все детали, за исключением головы и одной руки от мужской фигуры, оказались повреждены. С января по август 1939 года в столице шла пересборка скульптуры: на этот раз для облицовки использовали более толстые листы стали в 2 мм. Многие детали переделали с отступлением от оригинала, а каркас пришлось изменить больше чем наполовину.
Вопрос о выборе места для повторной установки вызвал массу разногласий: Мухина считала идеальным вариантом Ленинские горы или улицу Крымский Вал. Она многократно направляла в правительство письма с соответствующей просьбой, однако повлиять на решение не смогла. Сначала «Рабочего и колхозницу» решили установить на центральном пирсе нижней головы шлюза строящейся Рыбинской ГЭС, в газете «Большая Волга» был опубликован официальный эскиз проекта. Поскольку строительные работы на гидроузле в это время были ещё не завершены, в качестве альтернативы предлагали Манежную площадь. В итоге выбрали другое место — перед главным входом на ВСХВ. На Рыбинской ГЭС в 1953 году был установлен монумент «Мать-Волга».
Чтобы успеть к открытию ВСХВ, «Рабочего и колхозницу» решено было установить на низкий десятиметровый постамент. Вера Мухина называла его «пеньком» и сетовала, что он уничтожает всю динамику композиции:
Мне остается только беспомощно разводить руками, ибо все мои протесты при решении этого вопроса ни к чему не привели. Никто из архитекторов не поднял протеста по поводу совершенно недопустимой постановки этой статуи, постановки, уничтожившей весь порыв скульптуры.
Этот период истории скульптуры исследователи характеризуют как «вырождение символа» — нарушенные пропорции при установке на низком пилоне лишили монумент его выразительной устремлённости ввысь, совпадая с перерождением политического строя. Ужесточение режима транслировалось и на восприятие «Рабочего и колхозницы» — скульптура стала восприниматься как «символ тоталитарного насилия и уравниловки». Мухина и Иофан несколько десятилетий пытались добиться переноса монумента или установки на пьедестал оригинального проекта. Только в 1975 году по решению Московского совета депутатов скульптуру было решено установить на высокий павильон, спроектировать который поручили Борису Иофану. Архитектор скончался в 1976-м, не успев завершить работу.
К полувековому юбилею «Рабочего и колхозницы» дискуссия о возможности переноса монумента возобновилась. По одному из предложений его должны были установить на стрелке недалеко от Центрального дома художника на Крымском Валу. Однако эти планы не осуществили, не в последнюю очередь из-за обветшания монумента — коррозия разъела несущую конструкцию и для переноса потребовалась бы полная замена каркаса. На предложенном месте с 1997 года у Центрального дома художника стоит памятник Петру I работы скульптора Зураба Церетели.
К 1998 году состояние «Рабочего и колхозницы» оценивалось как критическое. Чтобы привлечь внимание к проблеме, группа художников под руководством И. Ортеговой и представители текстильного холдинга «Монолит» во главе с пиар-директором Игорем Поповичем провели необычную акцию: нарядили «Рабочего и колхозницу» в красный сарафан и синий комбинезон 560-го размера и задрапировали в шарф цветов российского флага, а у подножия организовали митинг и концерт. Через три дня ткань со статуи убрали, одновременно с этим без объяснения причин был снят с должности заместитель начальника Управления государственного контроля охраны и использования памятников истории и культуры Москвы Алексей Куренной, который выдал разрешение на проведение акции. При этом нарушений закона в ней не обнаружили. Формальным поводом снять «одежду» назвали возросшую нагрузку на конструкцию из-за увеличения парусности.

### Реставрация

Монтаж скульптуры с помощью крана, 2009 год

В 2003 году приняли решение провести реставрацию монумента, по плану работы должны были завершиться к 2005-му. Правительство Москвы выделило бюджет в 35 млн рублей на демонтаж, при этом для соблюдения техники безопасности только на строительные леса требовалось 5 млн долларов США (около 140 млн рублей). По завершении разборки из-за подозрения в хищениях проект заморозили, после многочисленных проверок работы возобновили только в 2007-м. 31 декабря 2008 года правительство Москвы объявило новый конкурс на проведение реставрации с максимальной суммой контракта в 2,395 млрд рублей. Единственным претендентом и победителем конкурса в тот же день, 31 декабря, стала компания «СК „Стратегия“» — дочернее предприятие компании «Интеко» Елены Батуриной, супруги действовавшего мэра Москвы Юрия Лужкова, поднявшая сумму до 2,905 млрд рублей (свыше 100 млн долларов). Окончательно реставрация была завершена только в ноябре 2009 года.
Разработку проекта возглавил скульптор Вадим Церковников, изготовлением материалов занимались ЦНИИ стальных конструкций имени Владимира Кучеренко, отлив и монтаж были проведены на белгородском заводе «Энергомаш». Специалисты ЦНИИПСК имени Мельникова заново проводили расчёты и проектирование каркаса — исходная документация не сохранилась, кроме того, материалы нового поколения отличаются по свойствам от оригинальных. Сотрудники ВИАМ под управлением Е. Н. Каблова разработали для восстановления скульптуры покрытия и материалы высокой коррозионной стойкости.
Скульптура была разобрана на 40 деталей, каждую из которых сфотографировали и установили степень поражения коррозией с помощью компьютерного спектрального анализа. Из общего числа элементов только 10 % подлежали полной замене, остальные можно было восстановить. Параллельно провели рентгенограмму сварных точек, общее количество которых превышает миллион. Из-за конструктивных просчётов скульптура не была герметичной, внутри постоянно копилась влага и жили голуби.
Вторым этапом реконструкции стала очистка. По степени плотности загрязнения, особенно в зонах шарфа и юбки, напоминали сталактиты: почти 70 лет они нарастали от выхлопных газов, конденсата осадков и птичьего помёта. Для их растворения НПО «Технобиор» разработал крайне токсичный и текучий состав, который позволил полностью очистить поверхность. После этого детали обработали антикоррозийной пастой, созданной ВИАМ специально для реставрации «Рабочего и колхозницы». Разработка получила приз на международной выставке в Брюсселе. Уникальный состав средства позволяет наносить его под любым углом, не даёт растекаться, повышает адгезию и в несколько раз увеличивает стойкость к агрессивному воздействию окружающей среды. На обработку деталей скульптуры потребовалась тонна пасты. Поверх неё был нанесён дополнительный защитный состав.
Под руководством Церковникова был рассчитан и спроектирован новый тройной каркас: он делится на несущий, промежуточный и конструктивный, который связывает оболочку и несущий каркас. После реконструкции вес опоры вырос в 2,5 раза, поскольку в новом проекте заложили нагрузку на ураганный ветер. Масса всего монумента достигла двухсот тонн. Скульптура была установлена на павильон, в общих чертах повторяющий оригинальный проект Иофана 1937 года. Длина здания составляет 66 м, на фасаде установлен оригинальный сохранившийся герб, созданный для выставки 1937-го.
Установку осуществили 28 ноября 2009 года, для монтажа потребовался специальный кран финского производства — аппаратов такой мощности в мире всего три. Торжественное открытие монумента прошло 4 декабря 2009 года.
Затраты на демонтаж, хранение и реставрацию скульптуры составили 2,9 млрд рублей. По мнениям экспертов, эта сумма завышена минимум в два раза. Вадим Церковников в интервью прессе заявлял: «Сама реставрация обошлась значительно дешевле, чем её „атрибуты“: нужно было построить леса высотой в 60 м, пригнать кран из Финляндии стоимостью несколько десятков миллионов рублей».

## Современность

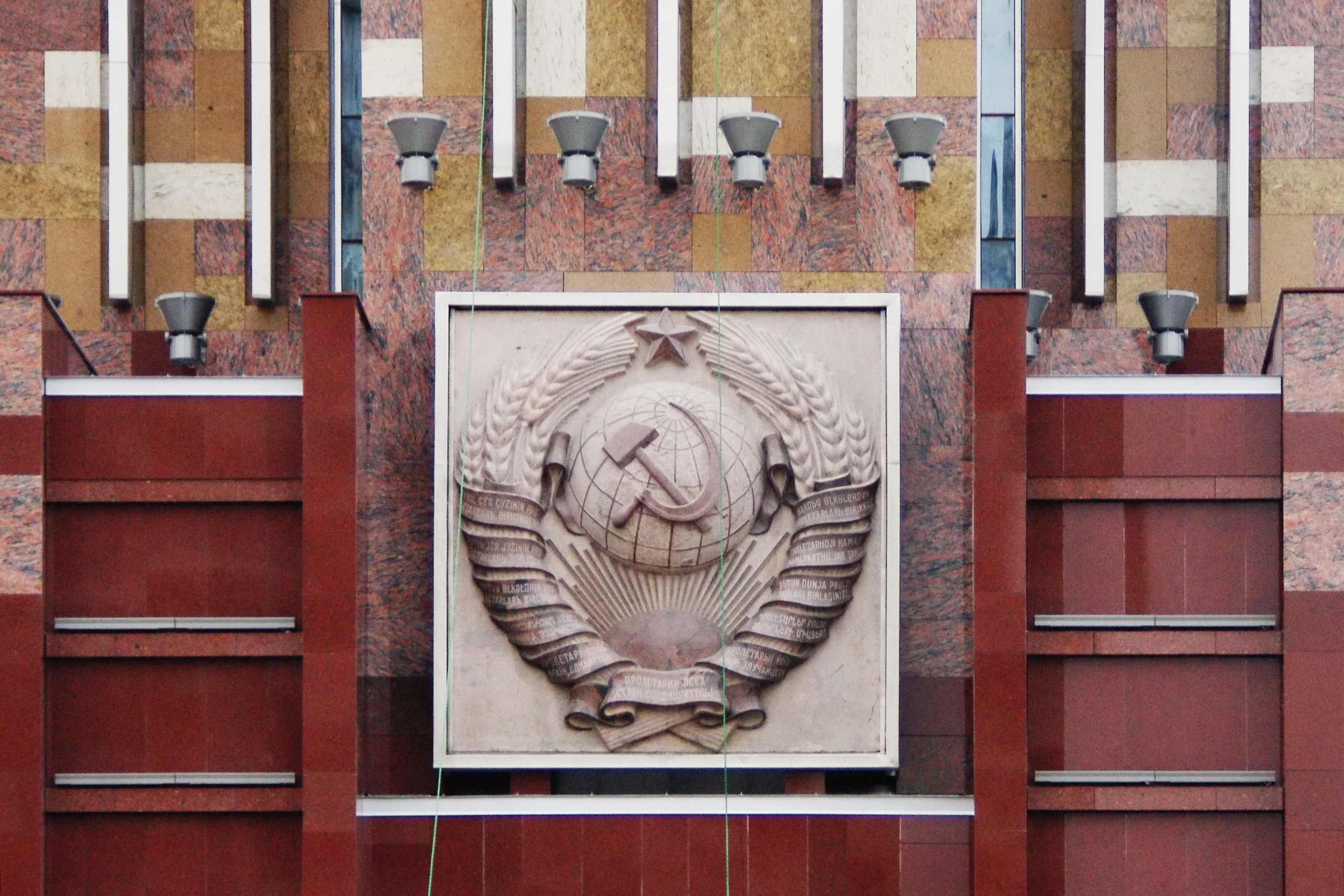
Герб 1937 года на постаменте после реконструкции, 2009 год

### Споры о правообладании
В 1999 году табачная фабрика «Ява» заключила с Всеволодом Замковым, сыном Веры Мухиной и наследником всех авторских прав на её произведения, договор на использование изображения «Рабочего и колхозницы» в рекламной кампании. После этого некая московская юридическая фирма предложила Замкову выступить представителем его интересов и подать в суд на ряд коммерческих компаний, среди которых киностудия «Мосфильм», швейная фабрика «Монолит», Лианозовский ликёроводочный завод и другие, за использование изображения «Рабочего и колхозницы» в качестве товарной марки. Взысканные средства планировалось перевести в фонд реставрации скульптуры. Суд отказал в возбуждении исков, так как согласно документам Мухина официально передала авторские права на использование изображения киностудии, соответственно, претензии наследника на них не имели оснований. Товарные знаки от государственного патентного бюро были выданы 20 ноября 1975 года и 28 августа 1989 года, срок их действия истёк 10 октября 2005 и 5 апреля 2009 года соответственно.
В 2007 году партия «Справедливая Россия» безуспешно подавала в Верховный суд России иск к КПРФ в связи с нарушением закона об авторском праве и использовании работы Мухиной в агитационных материалах.

### Музейный центр
В 2009 году нужно было сдавать готовую работу, однако имущественный статус скульптуры оставался неопределённым.
Есть постановление правительства РФ еще в советское время, и на этом все заканчивается, что это памятник федерального значения. У меня есть письма с ответами Госимущества, которые сказали «У нас в реестре нету». У меня есть Силкина ответ, который сказал, что нету ничего. У меня есть десятки писем на имя Юрия Михайловича Лужкова, на имя Ресина, которые... не знают, как к этому подойти.Вадим Церковников, руководитель проекта реставрации
4 сентября 2010 года в павильоне-основании открылся музейно-выставочный центр «Рабочий и колхозница», в котором была представлена история создания монумента в фотографиях, проектах и макетах. Экспозиционная площадь делилась на три уровня и составляла примерно 3,2 тыс. м², три зала отводились для временных выставок. После окончания реконструкции павильон «Рабочий и колхозница» вошёл в состав музейно-выставочного объединения «Столица», затем — МВО «Манеж», а в 2017 году был передан на баланс ВДНХ. Постоянную экспозицию комплекса демонтировали, планируется её «переосмысление» в рамках будущего музея ВДНХ.

## Памятник в культуре

Заставка в начале картин киностудии «Мосфильм», 1947 год

В 1947 году изображение «Рабочего и колхозницы» в качестве заставки появилось в титрах картины Григория Александрова «Весна», а с 1948-го скульптура стала официальным символом киностудии «Мосфильм». В ноябре 1950 года по специальному договору с дирекцией Вера Мухина изготовила уменьшенную гипсовую копию, которая перешла в собственность студии и была использована на заставке. Согласно сохранившимся документам из архива «Мосфильма», в 1951-м Мухина получила 20 тыс. рублей гонорара за гипсовую модель «Рабочего и колхозницы» и ещё 7500 рублей за передачу прав на использование её изображения в заставке фильма. Изображение «Рабочего и колхозницы» появлялось в кинолентах и ранее: в июле 1939 года в фильме «Подкидыш», в 1940-м — в картине «Светлый путь», в 1945 году — в музыкальной ленте «Здравствуй, Москва!». После распада СССР скульптуру можно видеть в лентах «Самоубийца», «Дневной Дозор» и «Утомлённые солнцем», мультфильмах «Белка и Стрелка. Звёздные собаки» и «Белка и Стрелка. Лунные приключения», в мультсериале «Смешарики. Азбука Безопасности», а также в телепередаче «Галилео со Смешариками» — продолжением «Азбуки безопасности».
Впервые изображение «Рабочего и колхозницы» на советской стандартной почтовой марке появилось в 1938 году. Впоследствии памятник неоднократно изображался на различных марках, в том числе стандартных сериях 1961, 1976, 1988 годов. Как правило, марки с «Рабочим и колхозницей» имели самые ходовые номиналы. Скульптура изображена на почтовой марке Албании 1963 года, на медали «Лауреат ВДНХ СССР», в 1967 она была отчеканена на юбилейной серии монет Госбанка СССР.

Копия «Рабочего и колхозницы» перед зданием музея автомобильной техники УГМК, Фото 2020 года

Уменьшенные копии статуи установлены в нескольких городах России, например в Бикине и Верхней Пышме.

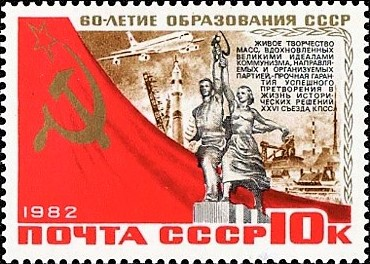
Почтовая марка СССР, № 5346 в каталоге ЦФА, 1982 год
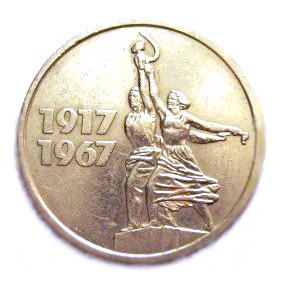
Юбилейная монета в 15 копеек, 1967 год
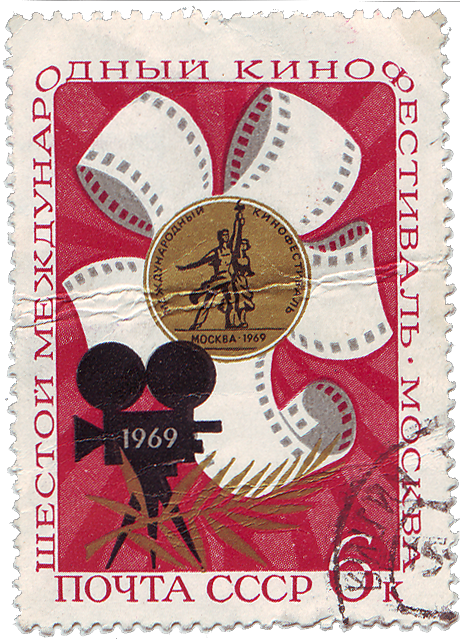
Марка СССР, выпущенная к VI Московскому международному кинофестивалю, 1969 год
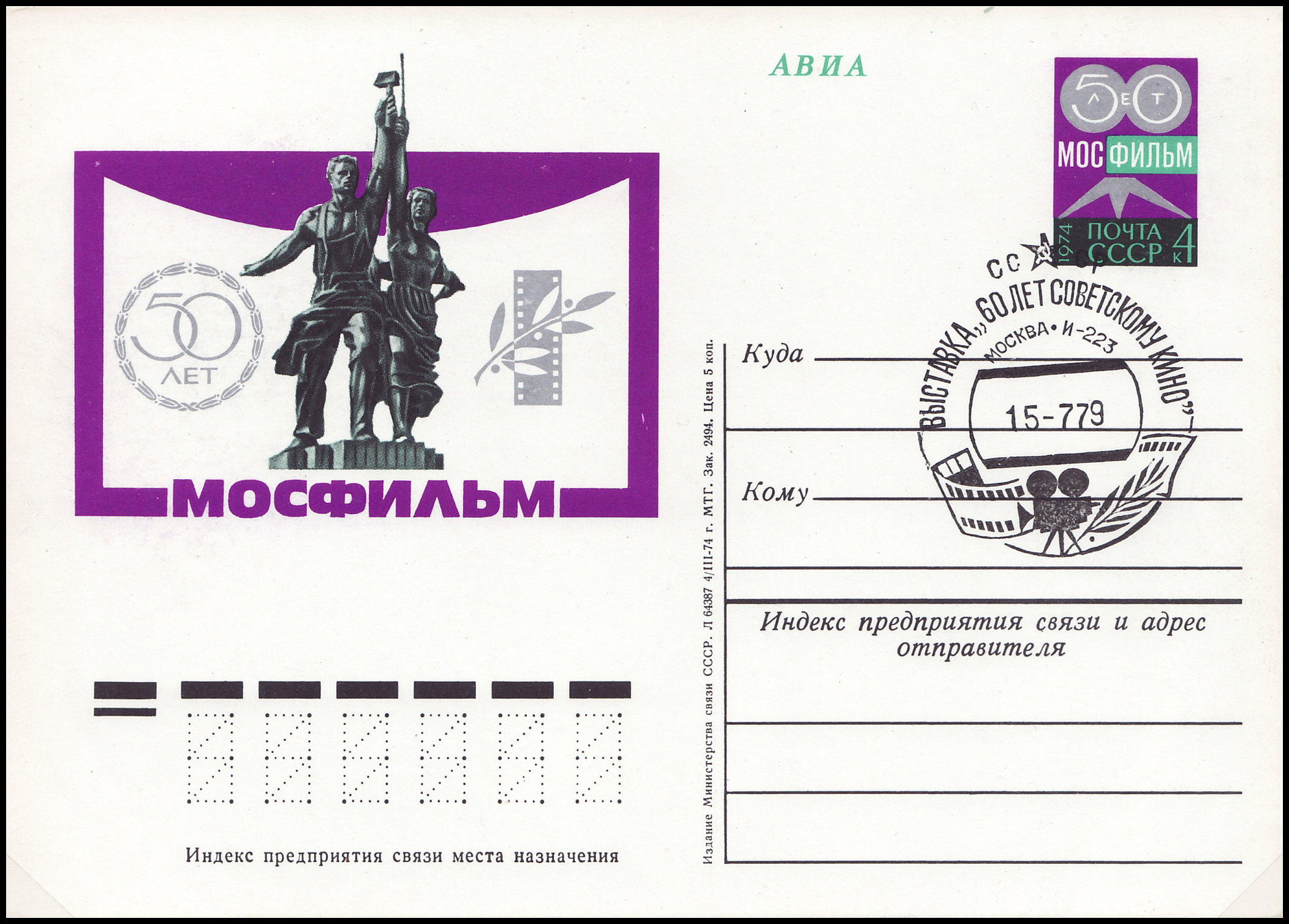
Маркированная почтовая карточка с оригинальной маркой, авиапочта, 1974 год
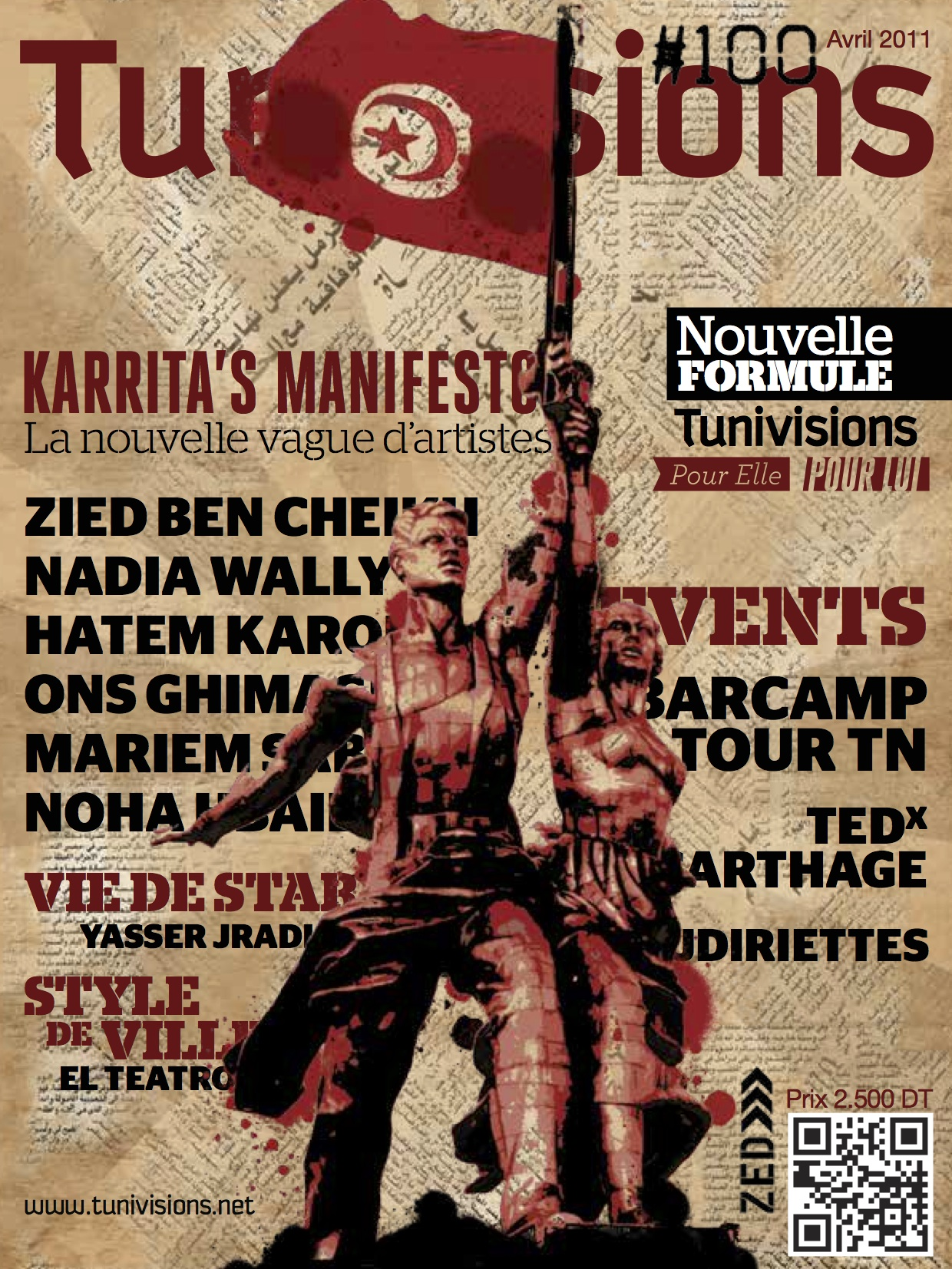
Юбилейная 100-я обложка журнала журнала Tunivisions, 2011 год
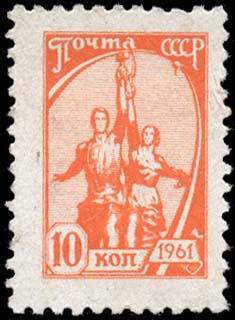
Десятый выпуск стандартных марок СССР 1961 год. Рабочий и колхозница, оранжевая
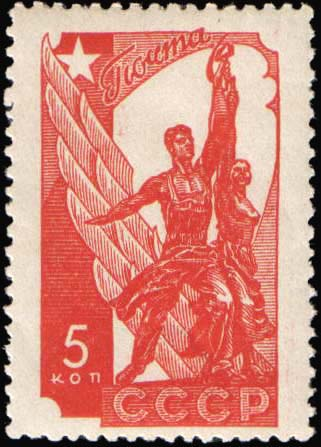
Почта СССР, 1937 г.
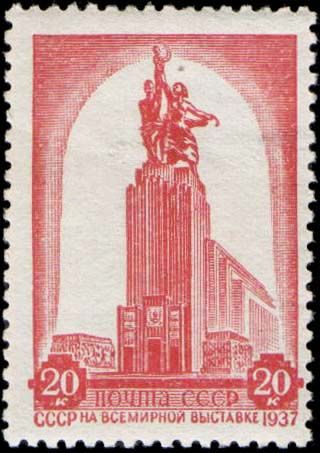
Почта СССР, 1937 г.
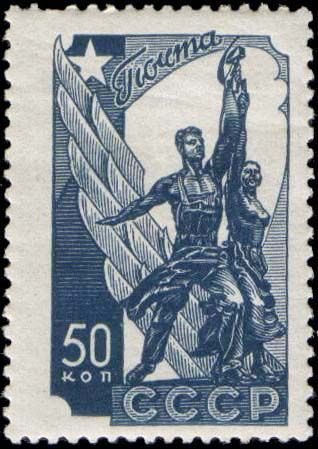
Почта СССР, 1937 г.
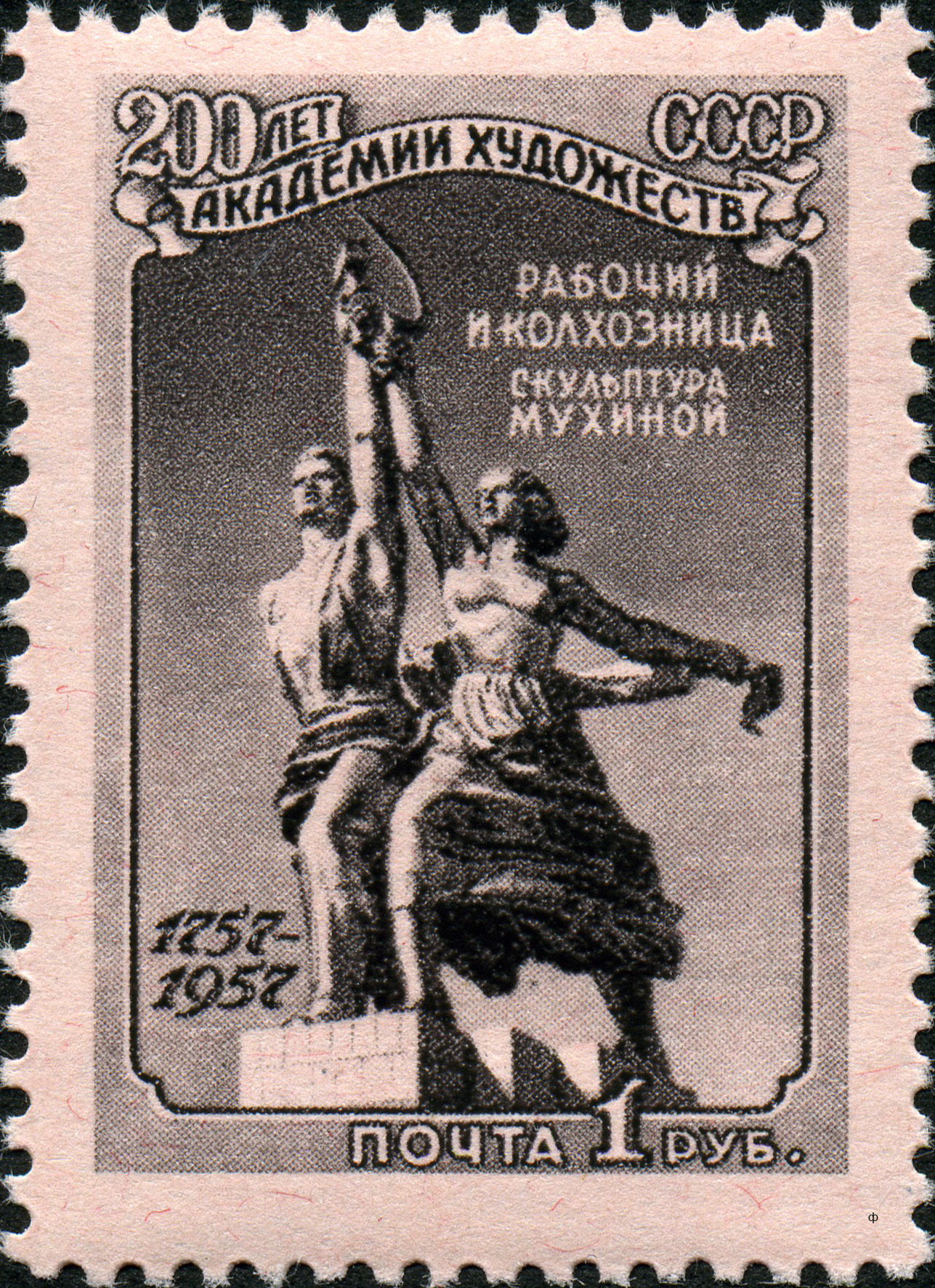
Марка СССР, 1957 г.
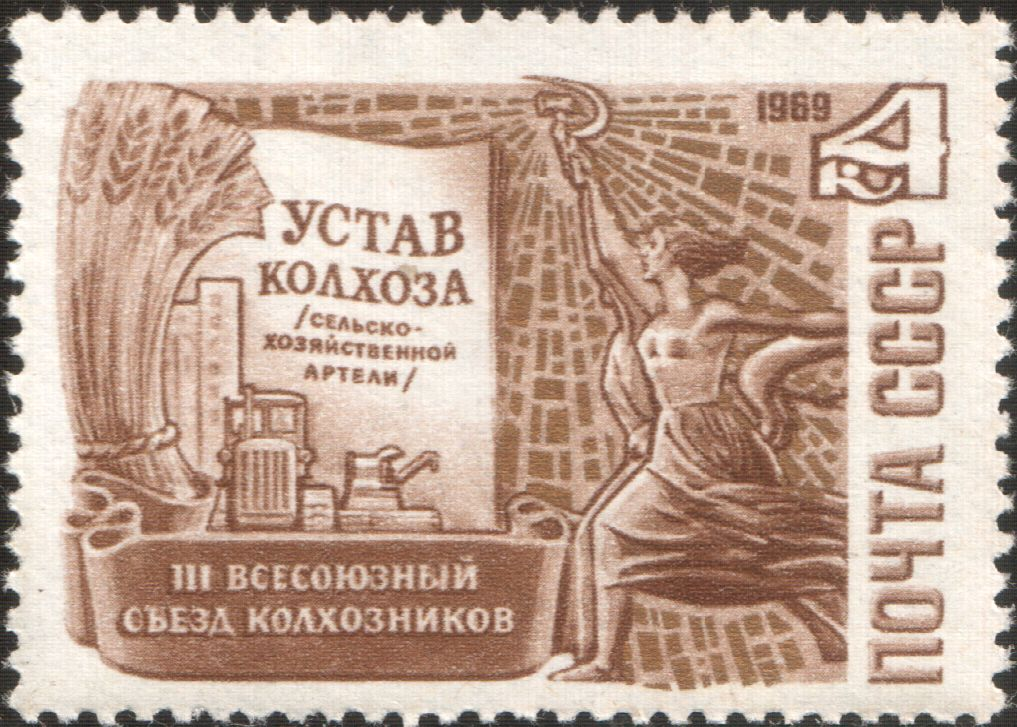
Марка СССР, 1969 г.
Марка СССР, 1976 г.
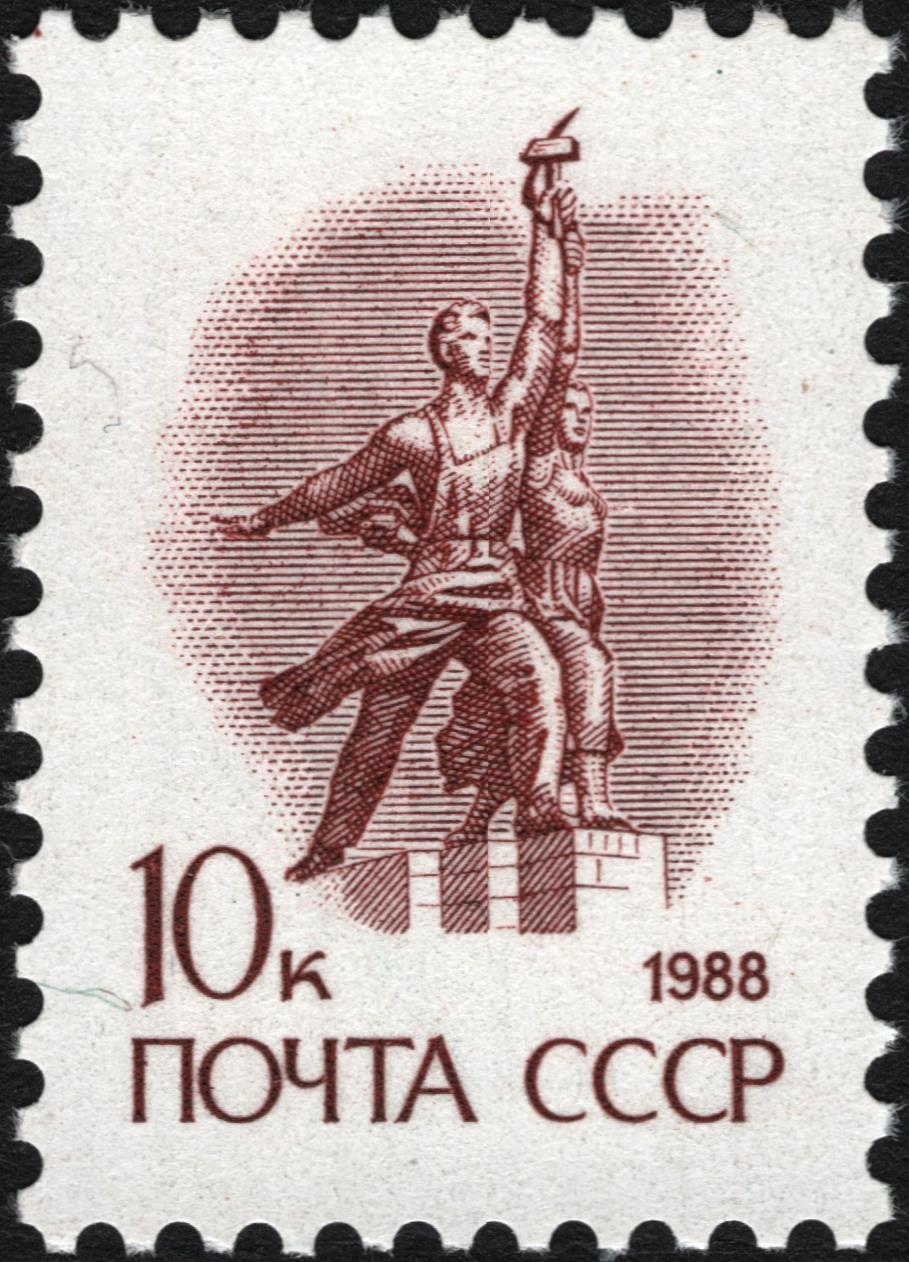
Почта СССР, 1988 г.
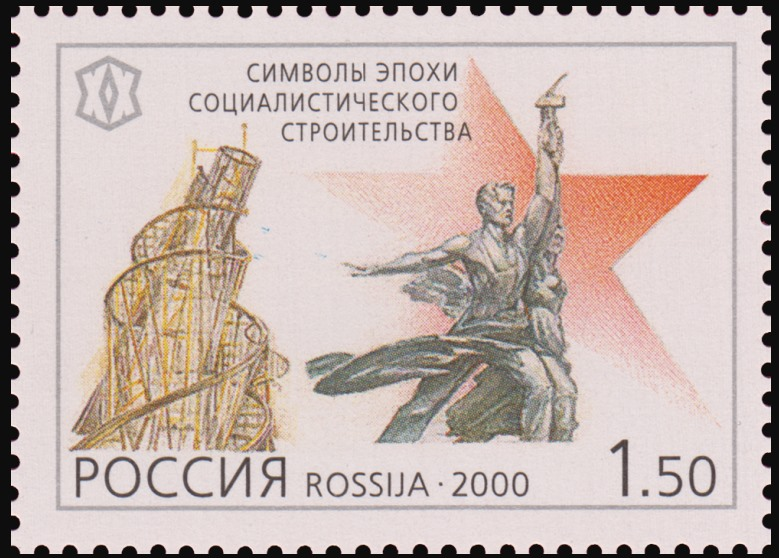
Почта России, 2000 г.  Символы эпохи.
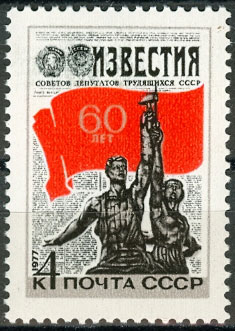
Почта СССР, 1977 г.